# Erioptera (Mesocyphona) parva brasiliensis
Erioptera (Mesocyphona) parva brasiliensis is een ondersoort van de tweevleugelige Erioptera (Mesocyphona) parva uit de familie steltmuggen (Limoniidae). De ondersoort komt voor in het Neotropisch gebied.